# Ръждавецови
Ръждавецови (Potamogetonaceae) е семейство покритосеменни растения от разред Alismatales. Включва 7 рода с около 90 вида многогодишни водни растения, разпространени в целия свят. В таксономичната система APG II то включва и повечето родове на самостоятелното в по-стари класификации семейство Zannichelliaceae.

## Родове
- Althenia
- Groenlandia – Гренландия
- Lepilaena
- Potamogeton – Ръждавец
- Pseudalthenia
- Stuckenia
- Zannichellia